# Kivisíli
Kivisíli är en ort i Cypern.   Den ligger i distriktet Eparchía Lárnakas, i den östra delen av landet, 40 km söder om huvudstaden Nicosia. Kivisíli ligger 68 meter över havet och antalet invånare är 241. Den ligger på ön Cypern.
Terrängen runt Kivisíli är platt åt sydost, men åt nordväst är den kuperad. Havet är nära Kivisíli åt sydost.  Närmaste större samhälle är Larnaca, 14,2 km nordost om Kivisíli. 